# Carapana jezik
Carapana jezik (ISO 639-3: cbc; carapana-tapuya, karapaná, karapanã, karapano, mextã, mochda, moxdoa), jedan od istočnotukanoanskih jezika iz Kolumbije kojim govori oko 600 Carapana Indijanaca (1990 SIL) uz srednji tok Vaupésaa i gornjoj Papurí i Pirá-Paraná i 50 u brazilskoj državi Amazonas (1986 SIL), São Gabriel i Pari-Cachoeira.
Zajedno s jezikom tatuyo [tav] pripada podskupini tatuyo. Njihovim jezikom govore i gotovo svi Tatuyo i Waimaha Indijanci kao prvim jezikom

## Vanjske poveznice
- Ethnologue (14th)
- Ethnologue (15th)